# La Vibora
La Vibora (eerder Sarajevo Bobsleds) is een bobslee-achtbaan in attractiepark Six Flags Over Texas in Arlington, Texas.

## Algemene informatie
La Vibora opende voor het eerst in Six Flags Magic Mountain in 1984 onder de naam Sarajevo Bobsleds. Omdat de attractie weinig populair was werd Sarajevo Bobsleds in 1986 verhuisd naar Six Flags Over Texas. De achtbaan werd in het Spaanse gedeelte van het park neergezet en 1987 geopend onder de nieuwe naam Avalanche Bobsleds. Later werd de naam gewijzigd in La Vibora en werd ook de kleurstelling aangepast zodat deze beter paste bij het Spaanse thema.
De achtbaantreinen die bij La vibora horen, zijn de oorspronkelijke bobsleeën van de Bob in de Efteling.
Huidig:
Aquaman: Power Wave ·
Batman The Ride ·
Joker ·
Judge Roy Scream ·
Mini Mine Train ·
Mr. Freeze ·
New Texas Giant ·
Pandemonium ·
Runaway Mine Train ·
Runaway Mountain ·
Shock Wave ·
Titan  ·
Wile E. Coyote's Grand Canyon Blaster
Verdwenen:
Big Bend · 
Cucaracha ·
Flashback! ·
La Vibora